# Lithophasia cyaxares
Lithophasia cyaxares là một loài bướm đêm trong họ Noctuidae.